# NGC 4535
NGC 4535 é uma galáxia espiral barrada (SBc) localizada na direcção da constelação de Virgo. Possui uma declinação de +08° 11' 51" e uma ascensão recta de 12 horas, 34 minutos e 20,2 segundos.
A galáxia NGC 4535 foi descoberta em 28 de Dezembro de 1785 por William Herschel.